# Ochthebius marinus
Ochthebius marinus es una especie de escarabajo del género Ochthebius, familia Hydraenidae. Fue descrita científicamente por Paykull en 1798.
Se distribuye por Alemania. Mide 1,6-2 milímetros de longitud y su edeago 0,36 milímetros. Vive en ambientes con presencia de gran cantidad de sales (Halófilo).